# اچ‌ام‌اس ئی۳۲
اچ‌ام‌اس ئی۳۲ (به انگلیسی: HMS E32) یک زیردریایی بود که طول آن ۱۸۱ فوت (۵۵ متر) بود. این زیردریایی در سال ۱۹۱۶ ساخته شد.